# Народна Республіка Мозамбік
Народна Республіка Мозамбік (порт. República Popular de Moçambique) — соціалістична держава, що існувала з 25 червня 1975 до 1 грудня 1990 року (нині Республіка Мозамбік).

## Історія
Після перемоги Революції гвоздик в Португалії та здобуття Мозамбіком 25 червня 1975 року незалежності парламент країни (Assembleia Popular) прийняв нову Конституцію молодої держави, курс якої був спрямований на будівництво соціалізму. Уряд провів націоналізацію банків, установ зовнішньої торгівлі, системи освіти, охорони здоров'я тощо. Керівну роль у формуванні нового режиму відігравав Фронт визволення Мозамбіку на чолі з Президентом Саморою Машелом, основним напрямом діяльності якого було налагодження тісного співробітництва з Анголою, Кубою, НДР та СРСР. Народна Республіка Мозамбік також була спостерігачем РЕВ («Рада економічної взаємодопомоги»).
У 1976 було створено Мозамбіцький національний опір (порт. RENAMO), який вів партизанську боротьбу проти прокомуністичного уряду в північних і центральних провінціях країни і користувався підтримкою спершу Південної Родезії (нині Зімбабве), а потім Південно-Африканської Республіки. На певних етапах використовувалася також територія Малаві. З 1980 Президент Зімбабве Роберт Мугабе почав підтримувати боротьбу мозамбіцького уряду проти РЕНАМО. У більшості операцій другої половини 1980-х років зімбабвійська армія відігравала головну роль. У 1984 уряди ПАР і НРМ уклали мирний договір, знаний як «угода Нкоматі», згідно якого ПАР відмовилася від підтримки РЕНАМО в обмін на виведення з Мозамбіку баз Африканського національного конгресу і торгових преференцій.
19 жовтня 1986 в авіакатастрофі загинув президент Мозамбіку Самора Машел. Після смерті Машела керівником країни став Жоакім Чіссано, який розпочав лібералізацію суспільно-політичного життя та переговори з опозицією. 30 листопада 1990 була прийнята нова Конституція, яка проголошувала демократичний курс та закріпляла багатопартійність. Країна отримала нову назву Республіка Мозамбік. 
В умовах зміни політичної картини регіону та відмови нової влади ПАР від підтримки опозиційного Мозамбіцького національного опору, в 1992 між воюючими сторонами було укладено підсумкову мирну угоду. РЕНАМО стало легальною політичною партією правого спрямування. Однак при періодичних загостреннях політичної ситуації в Мозамбіку збройні сутички раз-у-раз поновлюються.

### державні свята
| Дата       | Назва             |
| ---------- | ----------------- |
| 1 січня    | Новий Рік         |
| 3 лютого   | День Героїв       |
| 7 квітня   | Жіночий День      |
| 1 травня   | День Праці        |
| 25 червня  | День Незалежності |
| 7 вересня  | День Перемоги     |
| 25 вересня | День Революції    |
| 25 грудня  | День сім'ї        |